# HD 93344
HD 93344，又名CP-70 1183，SAO 256750、HR 4211，是一颗恒星，视星等为6.26，位于銀經292.82，銀緯-10.53，其B1900.0坐标为赤經10h 41m 18.8s，赤緯-70° -10.53′ 2″。